# 内藤政苗
内藤 政苗（ないとう まさみつ）は、江戸時代中期の大名。上野国安中藩の第3代藩主、三河国挙母藩の初代藩主。官位は従五位下・丹波守。挙母藩内藤家5代。

## 略歴
安中藩2代藩主・内藤政里の次男として誕生。延享3年（1746年）、父の死去により跡を継ぐ。
寛延2年（1749年）2月6日、三河挙母に移封される。明和3年（1766年）、養子・学文（徳川宗将の四男）に家督を譲って隠居し、享和2年（1802年）に62歳で死去した。

## 系譜
父母
- 内藤政里（父）
- 脇坂安清の娘（母）

正室
- 浄鏡院 ー 朽木玄綱の娘

側室
- 山口氏

子女
- 内藤政平（次男） ー 廃嫡、生母は山口氏（側室）
- 今井好用室のち曽根次武室
- 神谷清俊の養女、生母は山口氏（側室）
- 大久保忠陽継室、生母は山口氏（側室）

養子
- 内藤学文 ー 徳川宗将の四男